# Michael D. Plummer
Michael David Plummer (né le 31 août 1937 à Akron, dans l'Ohio) est un mathématicien. Il est professeur à la retraite de l'Université Vanderbilt. Son domaine de recherche est la théorie des graphes. Il est connu notamment pour son livre Matching Theory avec László Lovász.

## Biographie
Plummer est né à Akron (Ohio) le 31 août 1937. Il est élève à la Lima Central High School de  Lima (Ohio), diplômé en 1955, étudie ensuite au Wabash College (en) de Crawfordsville (Indiana) les mathématiques et la physique (B. A. en 1959) , puis étudie à l'Université du Michigan (M. Sc. en 1961), où il obtient en 1966 un Ph.D. sous la supervision de Frank Harary avec une thèse intitulée « On the Theory of Graphical Coverings »
,.
Après des études postdoctorales à l'Université Yale de 1966 à 1968, Plummer devient professeur assistant au Department of Computer Science récemment créé au City College of New York.
En 1970 il rejoint le département de mathématiques de l'Université Vanderbilt, où il reste jusqu'à sa retraite en 2008.

## Contributions
Plummer a travaillé sur de nombreux sujets en théorie des graphes. Il a défini la notion de well-covered graph (graphe bien couvert (en)), il est connu pour sa conjecture, formulée avec László Lovász, qui est une généralisation du théorème de Petersen, et qui dit que tout graphe cubique sans isthme possède un nombre exponentiel de couplages parfaits; il est aussi l'un des auteurs d'une conjecture maintenant connue sous le nom de théorème de Fleischner sur les chaînes hamiltoniennes dans les carrés de graphes (en).

## Prix, distinctions et affiliations
Plummer est un membre fondateur de l'Institut de combinatoire et ses applications. En 1991, il obtient, avec László Lovász, le prix Niveau de la maison d'édition de l'Académie hongroise des sciences pour leur livre Matching Theory. Plummer est membre de l'American Mathematical Society, Mathematical Association of America, American Association for the Advancement of Science, SIAM (Society for Industrial and Applied Mathematics).

## Publications
Plummer est auteur de plus d'une centaine de publications.
Articles (sélection)
- [2020] Ervin Győri, Michael D. Plummer, Dong Ye et Xiaoya Zha, « Cycle Traversability for Claw-Free Graphs and Polyhedral Maps », Combinatorica, vol. 40, no 3,‎ 2020, p. 405–433 (ISSN 0209-9683, DOI 10.1007/s00493-019-4042-z).
- [1980] Michael D. Plummer, « On n-extendable graphs », Discrete Mathematics, vol. 31, no 2,‎ 1980, p. 201–210 (DOI 10.1016/0012-365X(80)90037-0, MR 583220).
- [1970]Michael D. Plummer, « Some covering concepts in graphs », Journal of Combinatorial Theory, vol. 8,‎ 1970, p. 91–98 (DOI 10.1016/S0021-9800(70)80011-4 , MR 0289347).
- [1966] Frank Harary et Michael D. Plummer, « On the point-core of a graph », Math. Z., vol. 94,‎ 1966, p. 382-386 (zbMATH 0144.45404).

Livre
- László Lovász et Michael D. Plummer, Matching Theory, North Holland (Elsevier), coll. « Annals of Discrete Mathematics » (no 29), 1986, 543 p. (ISBN 9780080872322, présentation en ligne).

Réimpression, avec un relevé d'errata et de nouvelles références : 
- László Lovász et Michael D. Plummer, Matching Theory : Reprint of the 1986 original published by North-Holland., AMS Chelsea Publishing, 2009, xxxiii + 547 (ISBN 978-0-8218-4759-6, zbMATH 1175.05002).